# Õ
La lettera Õ, in minuscolo õ, è una lettera derivata dalla O dell'alfabeto latino, sormontata dal segno diacritico della tilde. 
La lettera è presente in alcuni alfabeti, come l'alfabeto portoghese, quello estone e quello vietnamita.

## In estone
In lingua estone la lettera indica una vocale posteriore semichiusa non arrotondata, la ɤ nel linguaggio alfabeto fonetico internazionale.

## In portoghese
In lingua portoghese indica invece una vocale nasale medio-superiore posteriore arrotondata. La lettera però non è considerata una lettera indipendente dell'alfabeto portoghese.

## In vietnamita
In lingua vietnamita la lettera indica il suono [ɔ].